# Nikolaus-Friedhof

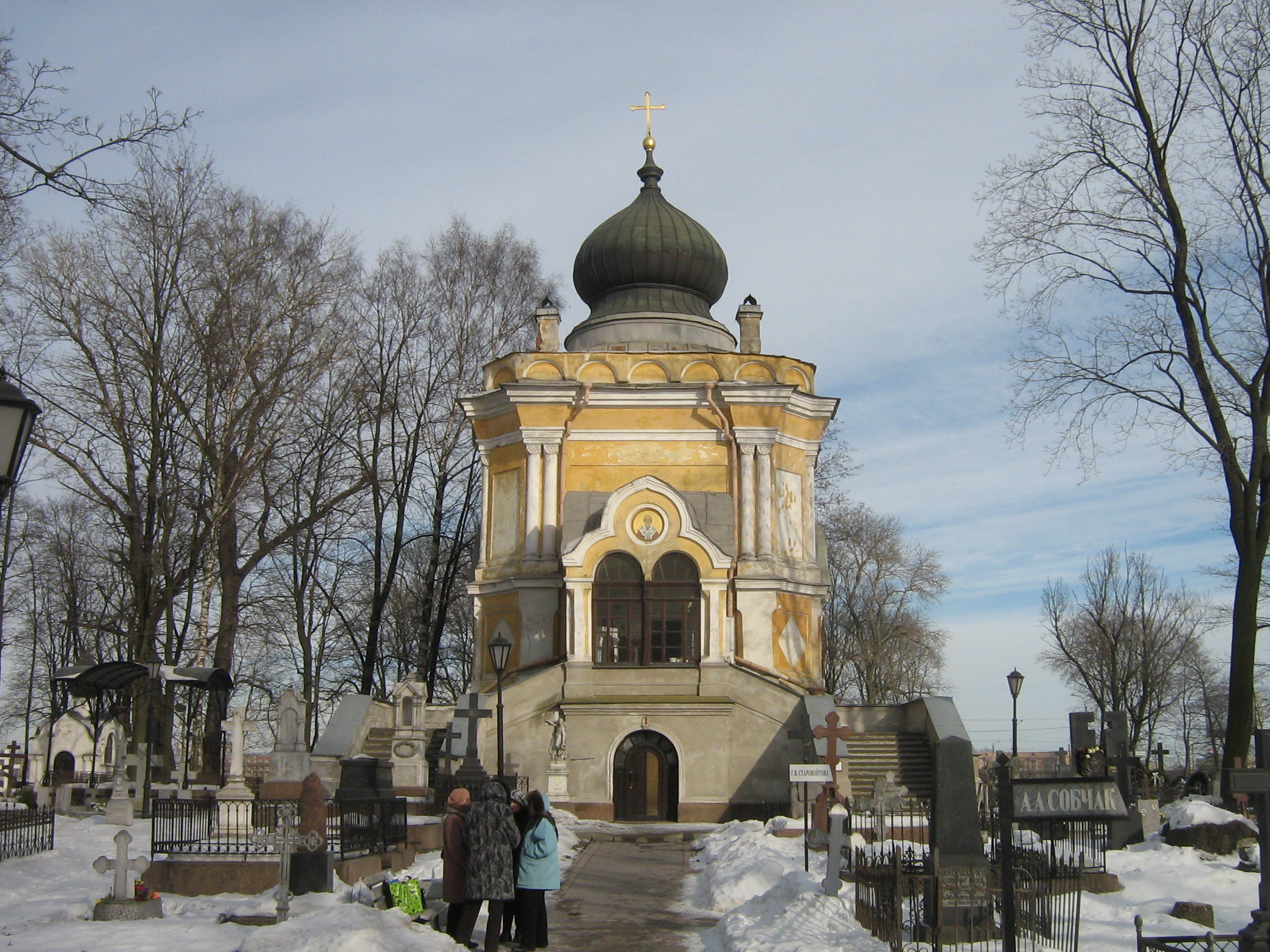
Kapelle

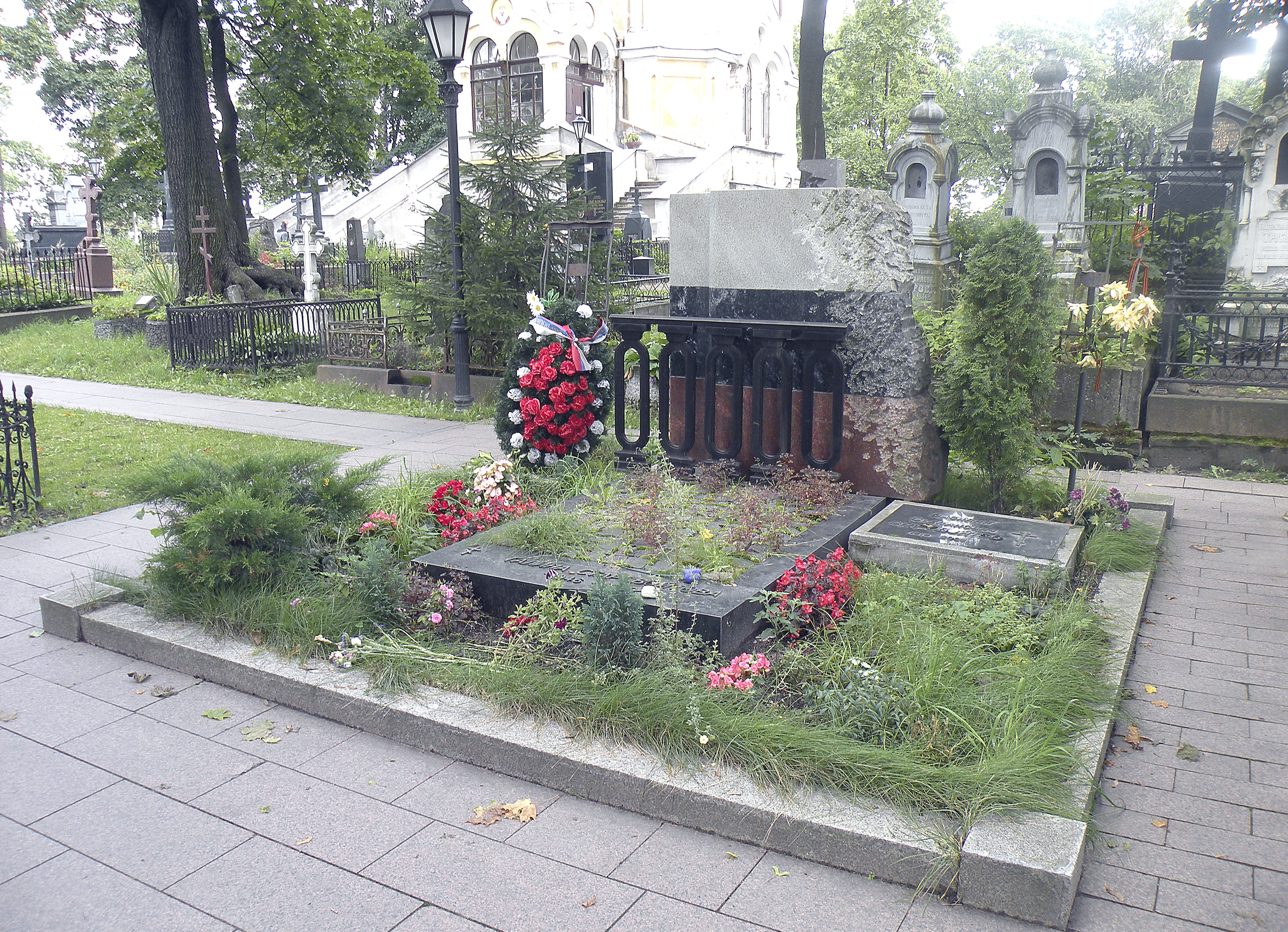
Grab von Galina Starowoitowa

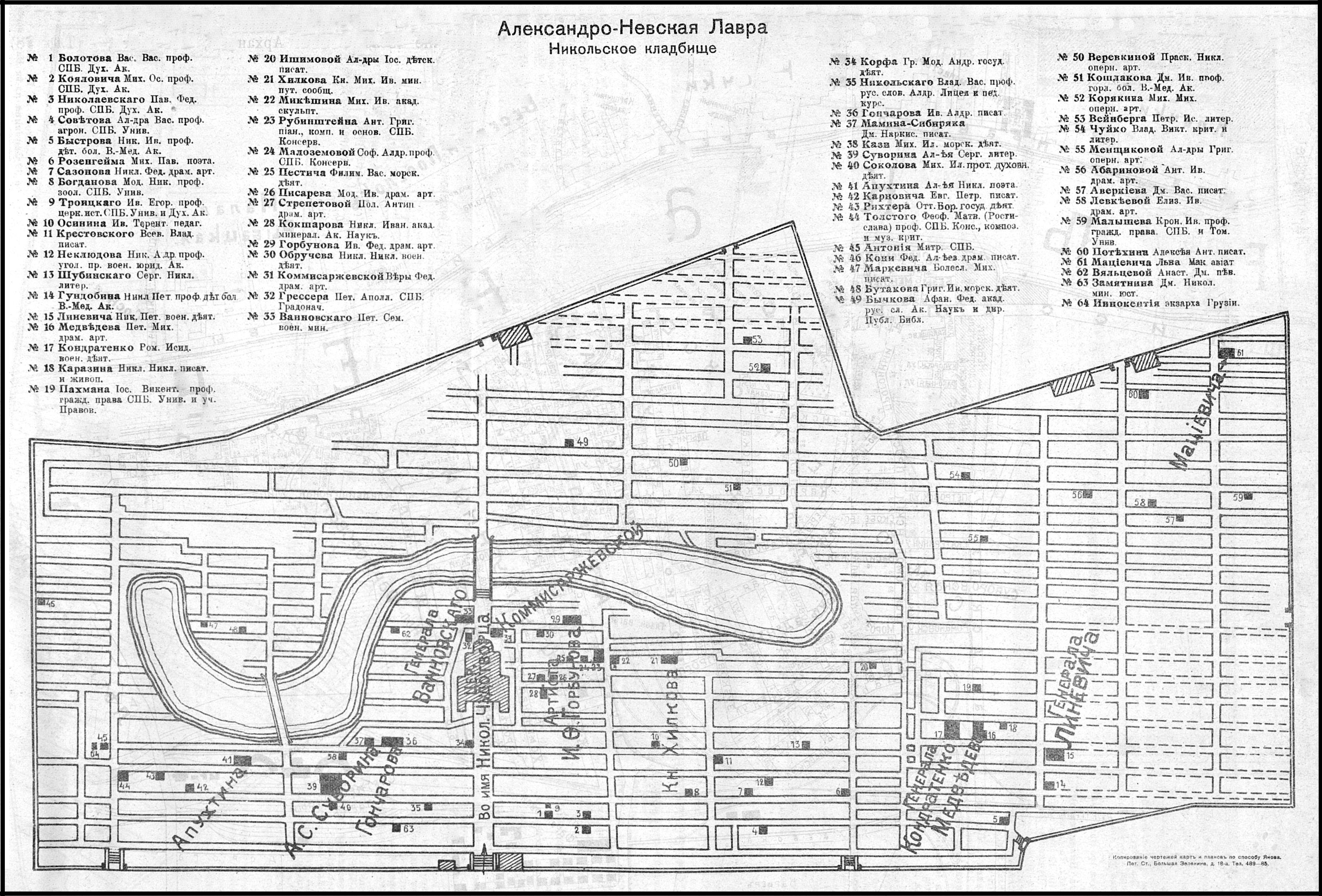
Plan von 1914

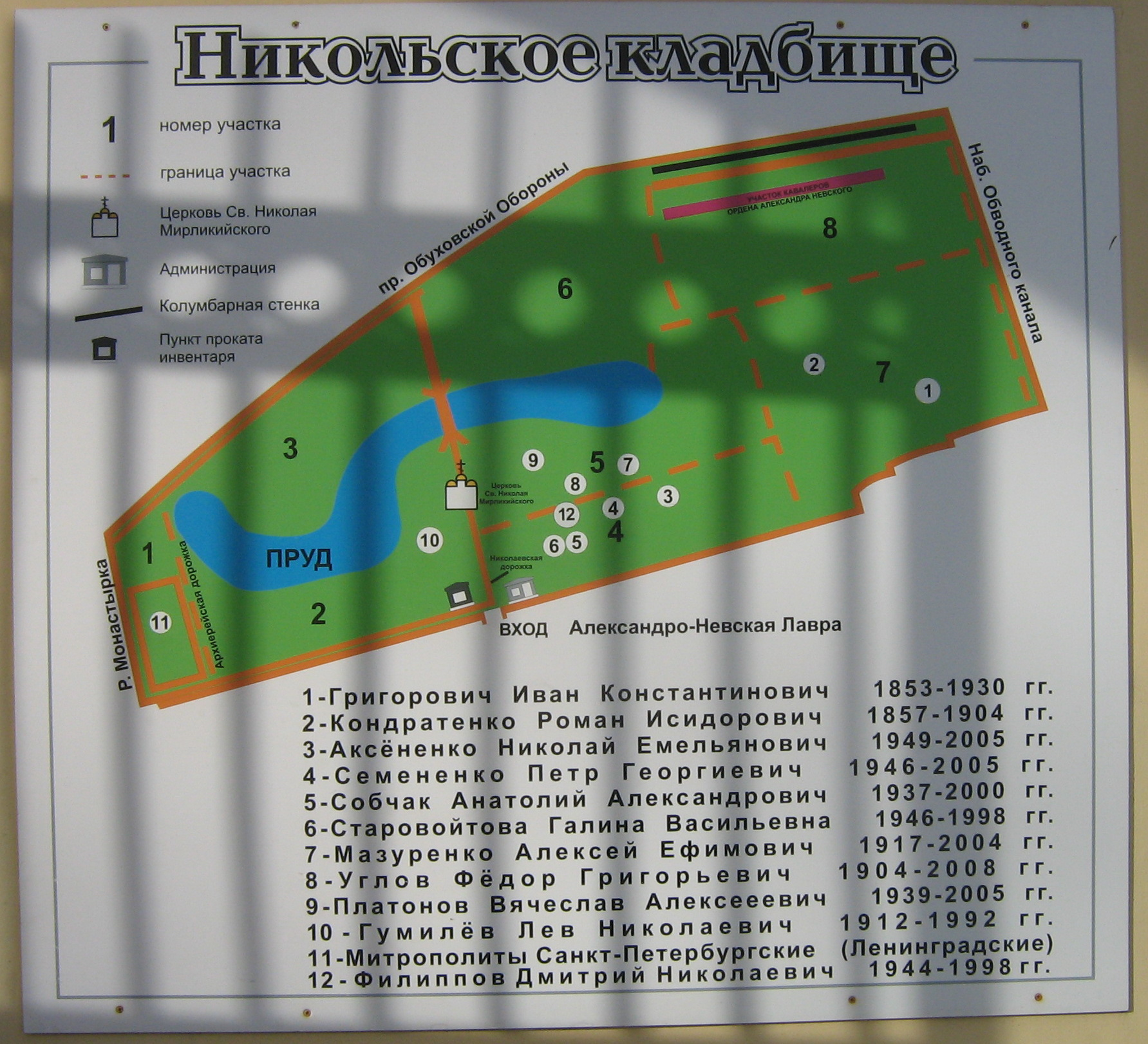
Plan

Der Nikolaus-Friedhof (russisch Никольское кладбище / Nikolskoje kladbischtsche; wiss. Transliteration; Nikol'skoe kladbišče) befindet sich hinter dem Ostchor der Kathedrale des Alexander-Newski-Klosters in Sankt Petersburg (Russland). Seine Geschichte beginnt 1861. Der Friedhof war ursprünglich für Kleriker und Mönche der Lawra bestimmt, später auch für Laien. 

## Auf dem Nikolaus-Friedhof begrabene Persönlichkeiten
- Wsewolod Michailowitsch Abramowitsch (1890–1913), russischer Flugpionier
- Walerian Alexandrowitsch Bekman (1802–1870), russischer Bergbauingenieur
- Wassili Wassiljewitsch Bolotow (1853–1900), Kirchenhistoriker
- Nikolai Brandenburg (1839–1903), Generalleutnant und Archäologe
- Michail Iwanowitsch Brusnew (1866–1937), russischer revoluzionär, Ingenieur und Polarforscher
- Boris Borissowitsch Golizyn (1862–1916), Prinz, Geophysiker und Meteorologe (1860–1916)
- Lew Nikolajewitsch Gumiljow (1912–1992), Ethnologe, Sohn des Dichterpaars Anna Achmatowa und Nikolai Gumiljow
- Nikolai Nikolajewitsch Karasin (1842–1908), Schriftsteller, Maler und Illustrator
- Wassili Alexandrowitsch Kenel (1834–1893), Architekt
- Sergei Iwanowitsch Korschinski (1861–1900), Botaniker
- Pawel Andrejewitsch Kostytschew (1845–1895), Geologe und Geobotaniker
- Nikolai Wassiljewitsch Latkin (1833–1904), Unternehmer, Schriftsteller und Geograph
- Alexei Petrowitsch Malzew (1854–1915), russisch-orthodoxer Erzpriester
- Konstantin Jakowlewitsch Michailowski (1834–1909), Verkehrs- und Brücken-Bauingenieur
- Alexei Iwanowitsch Nagajew (1704–1781), Hydrograph und Kartograf
- Alexei Andrejewitsch Poliwanow (1855–1920), russischer General und Kriegsminister
- Nikolai Rukawischnikow (1848–1913), Unternehmer und Bildhauer
- Polyxena Schischkina-Jawein (1875–1947), Ärztin und Suffragette
- Anatoli Alexandrowitsch Sobtschak (1937–2000), erster Bürgermeister von St. Petersburg
- Galina Wassiljewna Starowoitowa (1946–1998), ermordete Politikerin
- Boris Alexandrowitsch Turajew (1868–1920), Ägyptologe, Orientalist
- Sergei Issajewitsch Utotschkin (1876–1916), Radrennfahrer und Flugpionier
- Anastassija Dmitrijewna Wjalzewa (1871–1913), russische Sängerin
- Nikolai Nikolajewitsch Wrangel (1880–1915), Kunsthistoriker, Bruder von General Wrangel